# Ergates faber
Espèce
Synonymes
- Armiger ferox Voet, 1778[2]
- Cerambyx faber Linnaeus, 1761[2]
- Ergates faber alkani Demelt, 1968[2]
- Ergates faber faber (Linnaeus, 1761)[2]
- Ergates faber m. hartigi Demelt, 1952[2]
- Ergates serrarius (Panzer, 1793)[2]
- Prionus bulzanensis Laicharting, 1784[2]
- Prionus crenatus Fabricius, 1801[2]
- Prionus faber (Linnaeus, 1761)[2]
- Prionus obscurus Olivier, 1795[2]

L'Ergate forgeron (Ergates faber) est une espèce d'insectes coléoptères de la famille des Cerambycidae.

## Description
Il peut atteindre jusqu'à 60 mm de long.

## Répartition
Il se trouve en France mais surtout en Europe centrale et orientale, jusqu'en Afrique du Nord et Moyen-Orient.

## Biologie
La larve se développe pendant 4 à 5 ans dans le bois de conifère mort avant de se métamorphoser en un individu adulte dont la durée de vie est d'environ deux semaines.

## Liste des sous-espèces
Selon Catalogue of Life (2 juin 2017) :
- sous-espèce Ergates faber opifex Mulsant, 1851

## Galerie

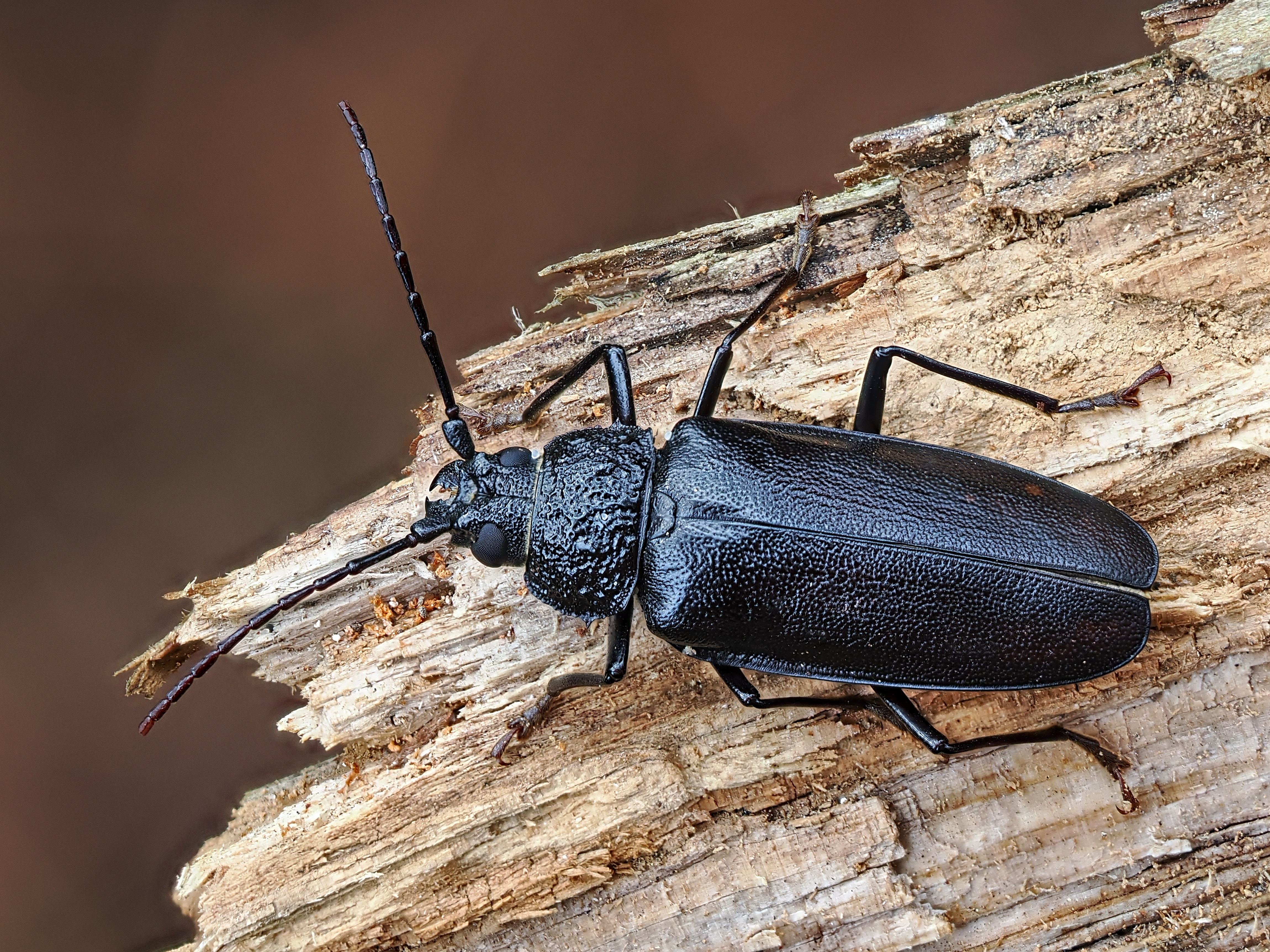
Femelle.
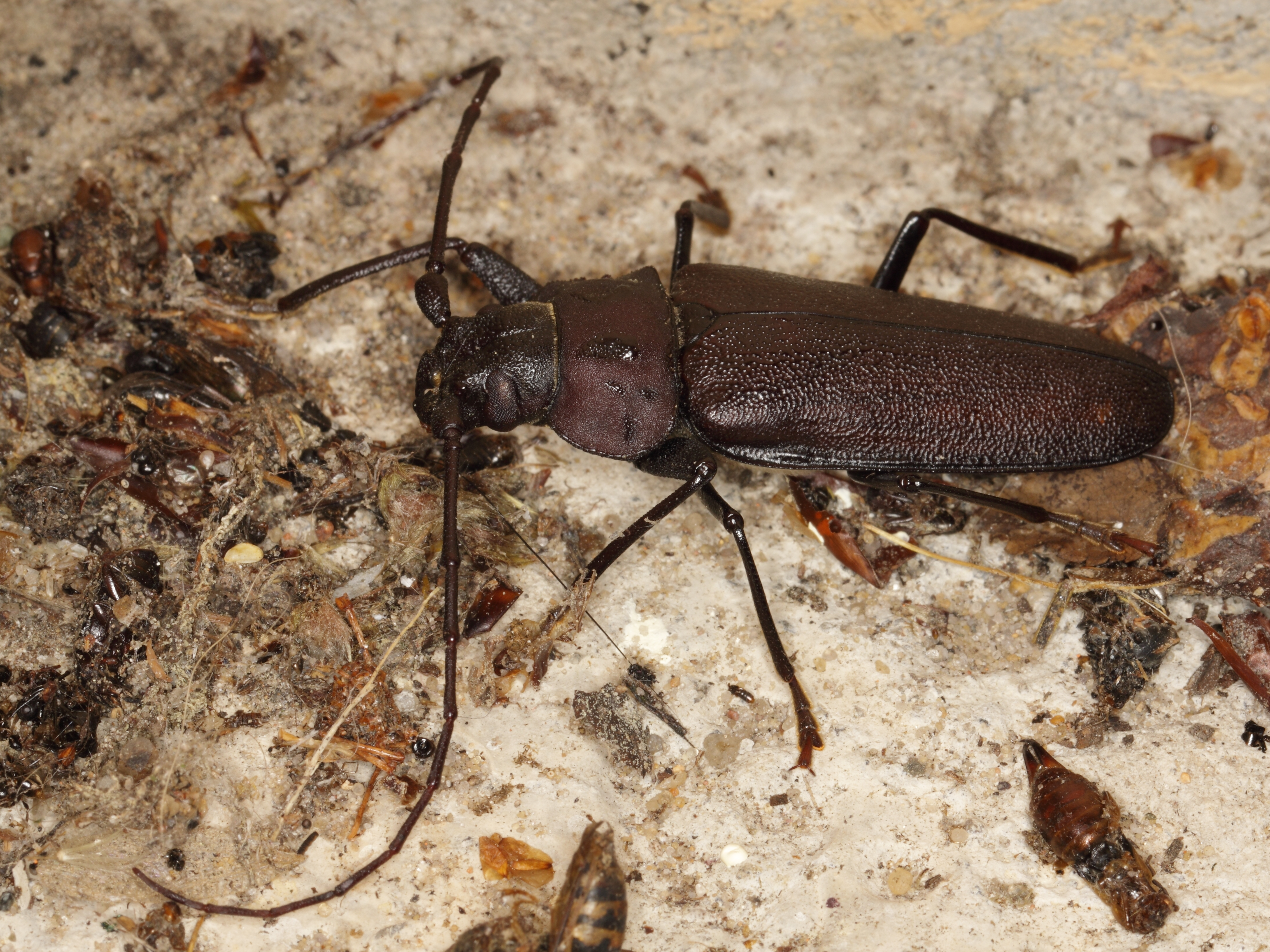
Mâle.